# Hedi
Hedi (Inhebbek Hedi, in arabo نحبك هادي‎?) è un film del 2016 diretto da Mohamed Ben Attia.